# 8月15日
8月15日（はちがつじゅうごにち）は、グレゴリオ暦で年始から227日目（閏年では228日目）にあたり、年末まであと138日ある。

## できごと
- 1057年 - ランファナンの戦い。スコットランド王マクベスがマルカム（後のスコットランド王マルカム3世）に討たれる。
- 1248年 - 同年4月に火災で焼失したケルン大聖堂について、マリアの昇天の祝日であるこの日、大司教の命令で3代目となる聖堂の建築が起工[1]。1880年に完成。
- 1261年 - 東ローマ帝国・パレオロゴス王朝の初代皇帝ミカエル8世パレオロゴスが戴冠。
- 1461年 - ルイ11世がノートルダム大聖堂にて戴冠。
- 1483年 - システィーナ礼拝堂が開場。
- 1519年 - ペドロ・アリアス・デ・アビラ（英語版）によってパナマシティ建都。
- 1534年 - イグナチオ・デ・ロヨラ他7名によってイエズス会が結成。
- 1537年 - アスンシオン建都。
- 1549年（天文18年7月22日） - フランシスコ・ザビエル一行が鹿児島に上陸。日本でキリスト教の布教が始まる。
- 1573年（天正元年7月18日） - 槇島城の戦い: 宇治・槇島城に立て籠っていた将軍・足利義昭が織田信長に降伏。義昭は京を追放され、室町幕府が事実上滅亡。
- 1760年 - 七年戦争: リーグニッツの戦い
- 1843年 - デンマーク・コペンハーゲンにチボリ公園が開園。
- 1863年（文久3年7月2日） - イギリス艦隊が鹿児島に砲撃し、薩英戦争が開戦。
- 1868年 - エクアドル地震。エクアドル・コロンビア国境付近で地震。翌日も地震。二度の地震で死傷者7万人。
- 1869年（明治2年7月8日） - 明治政府が太政官・神祇官、および太政官の管轄下に民部省以下6省を設置。同時に、百官・受領の廃止を布告。
- 1869年（明治2年7月8日） - 明治政府が蝦夷地に開拓使を設置。
- 1886年 - 長崎事件。清国（中国）の水兵が長崎市内で暴動を起こし、日清両国に死傷者が出る。
- 1899年 - 森永太一郎によって森永西洋菓子製造所（森永製菓の前身）が創業。
- 1901年 - 与謝野晶子の第一歌集『みだれ髪』が発刊。
- 1914年 - パナマ運河開通。
- 1915年 - 東海道本線の横浜駅（2代目）が開業し、それまでの横浜駅（初代）を桜木町駅に改称。
- 1916年 - 大正兌換銀行券(アラビア数字1円)が発行。
- 1919年 - 鹿児島県種子島沖合で海軍運送船「自岐丸」が暴風雨を受けて沈没。死者111人[2]。
- 1929年 - 嘆きの壁事件。嘆きの壁においてシオニストとアラブ人が衝突、多数の死傷者を出す。
- 1939年 - ジュディー・ガーランド主演のファンタジー・ミュージカル映画『オズの魔法使』が、ハリウッドでプレミア。
- 1940年 - 立憲民政党が解党して大政翼賛会に合流し、日本の全政党が解散。
- 1942年 - 第二次世界大戦: ペデスタル作戦が終結。
- 1944年 - 第二次世界大戦: ドラグーン作戦が始まる。
- 1945年 - 第二次世界大戦: 未明、宮城事件が鎮圧される[3]。
- 1945年 - 第二次世界大戦: 正午、昭和天皇が「大東亜戦争終結の詔書」を朗読する玉音放送により、ポツダム宣言（正式には「日本軍への降伏要求の最終宣言（Proclamation Defining Terms for Japanese Surrender）」。7月26日にアメリカ合衆国大統領ハリー・S・トルーマン、イギリス首相ウィンストン・チャーチル、中華民国主席蔣介石の名において大日本帝国（日本）に対して発された、「全日本軍の無条件降伏」等を求めた全13か条から構成される宣言）の受諾・連合国への降伏がラジオと新聞で日本国民に伝えられる（日本の終戦の日）。
- 1945年 - 鈴木貫太郎内閣（鈴木貫太郎首相）が総辞職。
- 1945年 - 京城で朝鮮建国準備委員会が発足。
- 1946年 - 第28回全国中等学校優勝野球大会が開幕。戦時中中断されていた中等学校野球大会が再開。
- 1947年 - 前日のパキスタンに続いてインドがイギリスから独立。
- 1948年 - 大韓民国が成立。
- 1949年 - 大韓民国の「府」を「市」に変更、人口が多い郡の邑も市に昇格。
- 1949年 - ジュディス台風が九州に上陸。死者154人。
- 1953年 - 各地で豪雨災害が発生（南山城豪雨・多羅尾豪雨）。
- 1954年 - 滋賀県八日市市が市制施行。
- 1960年 - コンゴ共和国がフランスから独立。
- 1961年 - 京葉道路が日本初の自動車専用道路に指定される（名神高速道路の初開通より2年前）。
- 1962年 - オランダとインドネシアがニューヨークで、西イリアン（イリアンジャヤ）の帰属に関する西イリアン協定に調印[4]。
- 1963年 - 日比谷公会堂で日本政府主催の全国戦没者追悼式が初めて行われる。
- 1964年 - 富士山頂レーダーが設置される。気象用レーダーとしては、世界で最も高い場所に設置された[5]。
- 1969年 - 米・ニューヨーク州サリバン郡ベセルで大規模な野外ロックコンサート・ウッドストック・フェスティバルが開幕。8月17日まで。
- 1971年 - ニクソン・ショック。ニクソン米大統領が金とドルの交換の一時停止を発表。
- 1971年 - 韓国・ソウル特別市の清渓高架道路が開通。
- 1974年 - 文世光事件。在日韓国人文世光による韓国の朴正煕大統領暗殺未遂事件。大統領夫人陸英修が死亡[6]。
- 1974年 - 津川雅彦長女誘拐事件。翌16日に誘拐犯が逮捕され、人質を保護。
- 1975年 - バングラデシュで軍事クーデター。初代大統領ムジブル・ラフマンとその家族が陸軍部隊により暗殺。
- 1975年 - 三木武夫が現職首相としては初めて終戦の日に靖国神社に参拝。
- 1977年 - オハイオ州立大学の地球外知的生命体探査 (SETI) で、電波望遠鏡ビッグイヤーが特徴的な信号Wow! シグナルを受信する。
- 1977年 - 『愛のコリーダ』の著者・大島渚らがわいせつ文書図画販売で起訴[7]。1979年に無罪判決。
- 1980年 - 司ちゃん誘拐殺人事件: 山梨県東八代郡一宮町（現：笛吹市）在住の男児（当時5歳：保育園児）を身代金目的で誘拐したとして、犯人の男を逮捕。男の自供通り、中巨摩郡敷島町（現：甲斐市／昇仙峡付近）の山林で男児の遺体が発見された[8]。
- 1985年 - 中曽根康弘首相が閣僚17人とともに靖国神社に公式参拝。
- 1986年 - 新自由クラブ解散。多くの議員が自民党に復党する。
- 1993年 - 世界陸上選手権の女子マラソンで浅利純子が優勝する。世界陸上・五輪を含め女子陸上では日本初の金メダル。
- 1995年 - 村山富市首相が、第二次世界大戦における日本の植民地支配と侵略を反省し謝罪する村山談話を発表。
- 1998年 - 北アイルランド問題: オマー爆弾テロ事件（英語版）。北アイルランド・ティロン県・オマーで、IRA暫定派の分派（真のIRA）により、ベルファスト合意を否定する自動車爆弾テロ。29人死亡、約220人負傷の惨事。
- 2006年 - 小泉純一郎首相が靖国神社に参拝。
- 2006年 - 加藤紘一宅放火事件。
- 2007年 - ペルー地震。
- 2013年 - ドッコイセ福知山花火大会屋台爆発事故が発生。
- 2017年 - 台湾全土で翌16日にかけて、大潭発電所の停止により600万戸を超える大規模停電が発生[9]。
- 2019年 - ウラル航空178便不時着事故。
- 2019年 - としまえんの水上設置遊具による溺水事故が発生。
- 2020年 - 東京ヤクルトスワローズの小川泰弘選手が横浜DeNAベイスターズとの試合でノーヒットノーランを達成。日本プロ野球史上82人目の快挙。
- 2021年 - ターリバーンが首都カブールを陥落し、アフガニスタン全土を支配下に置いたと宣言[10][11]。アシュラフ・ガニー政権が事実上崩壊した。
- 2024年 - ロシアのウクライナ侵攻: クルスク州への侵攻を同月6日に開始したウクライナが現地に軍事当局を設置し、クルスク州の占領を開始。

## 誕生日

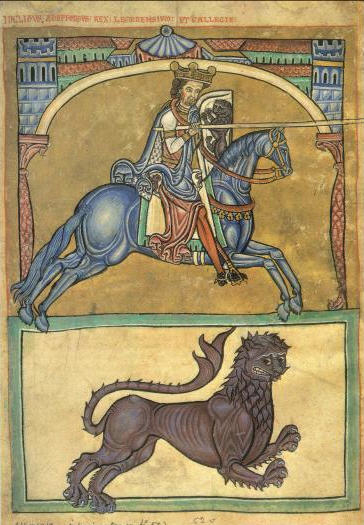
レオン王アルフォンソ9世(1171-1230)誕生。

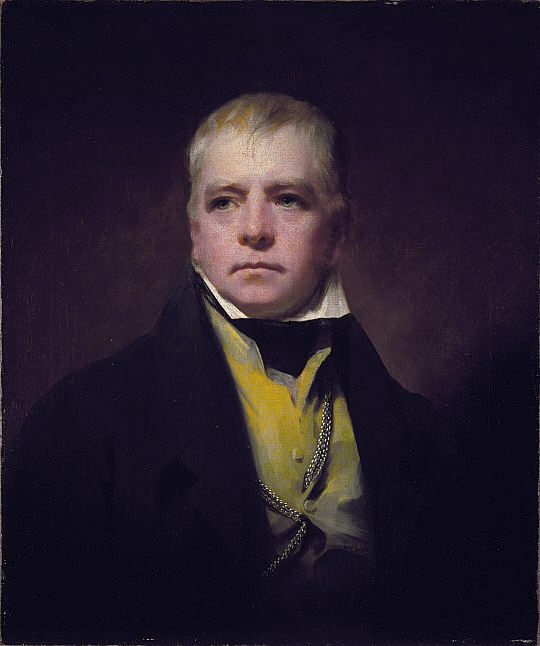
詩人ウォルター・スコット(1771-1832)誕生。

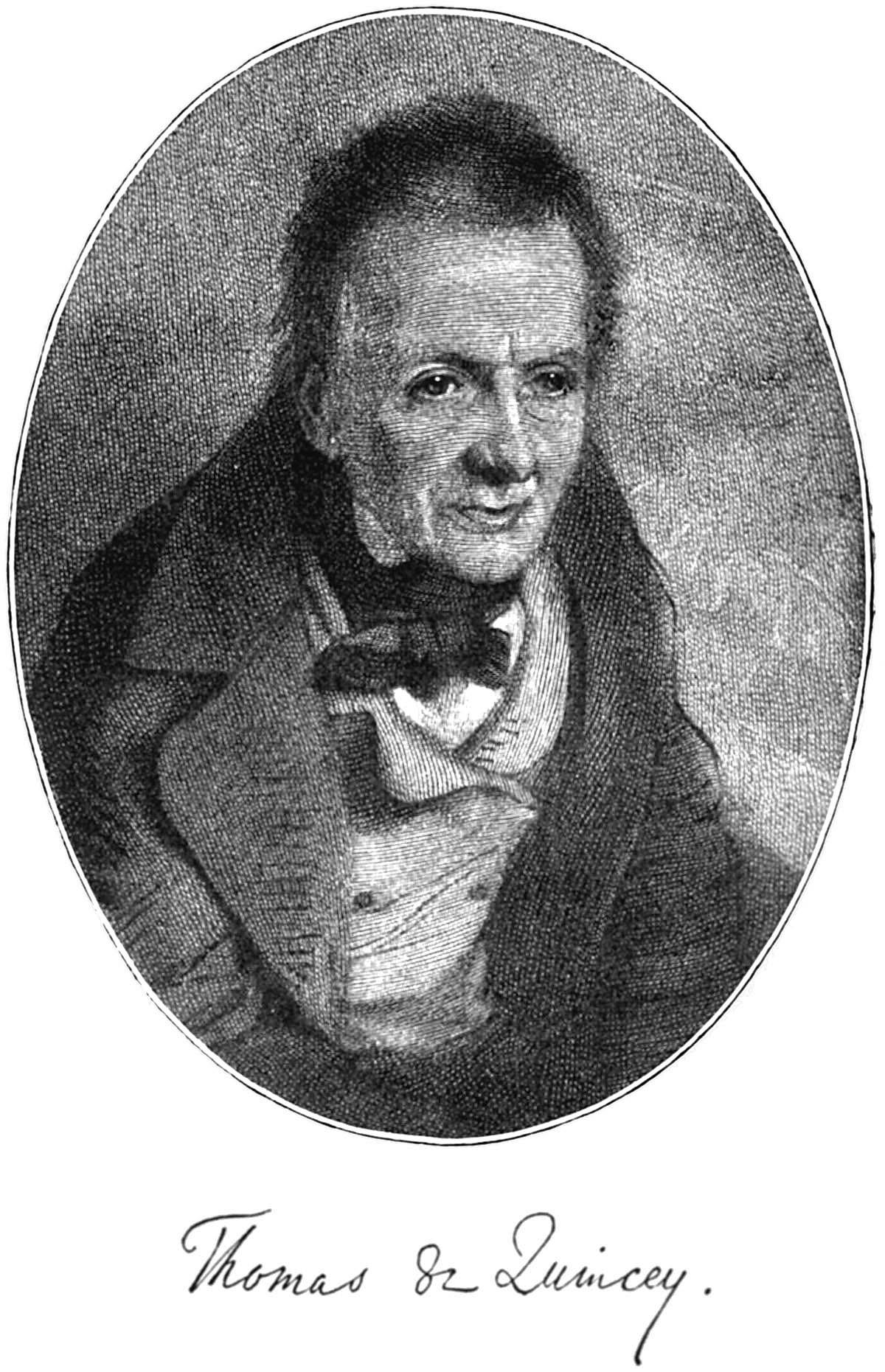
批評家トマス・ド・クインシー(1785-1859)誕生。

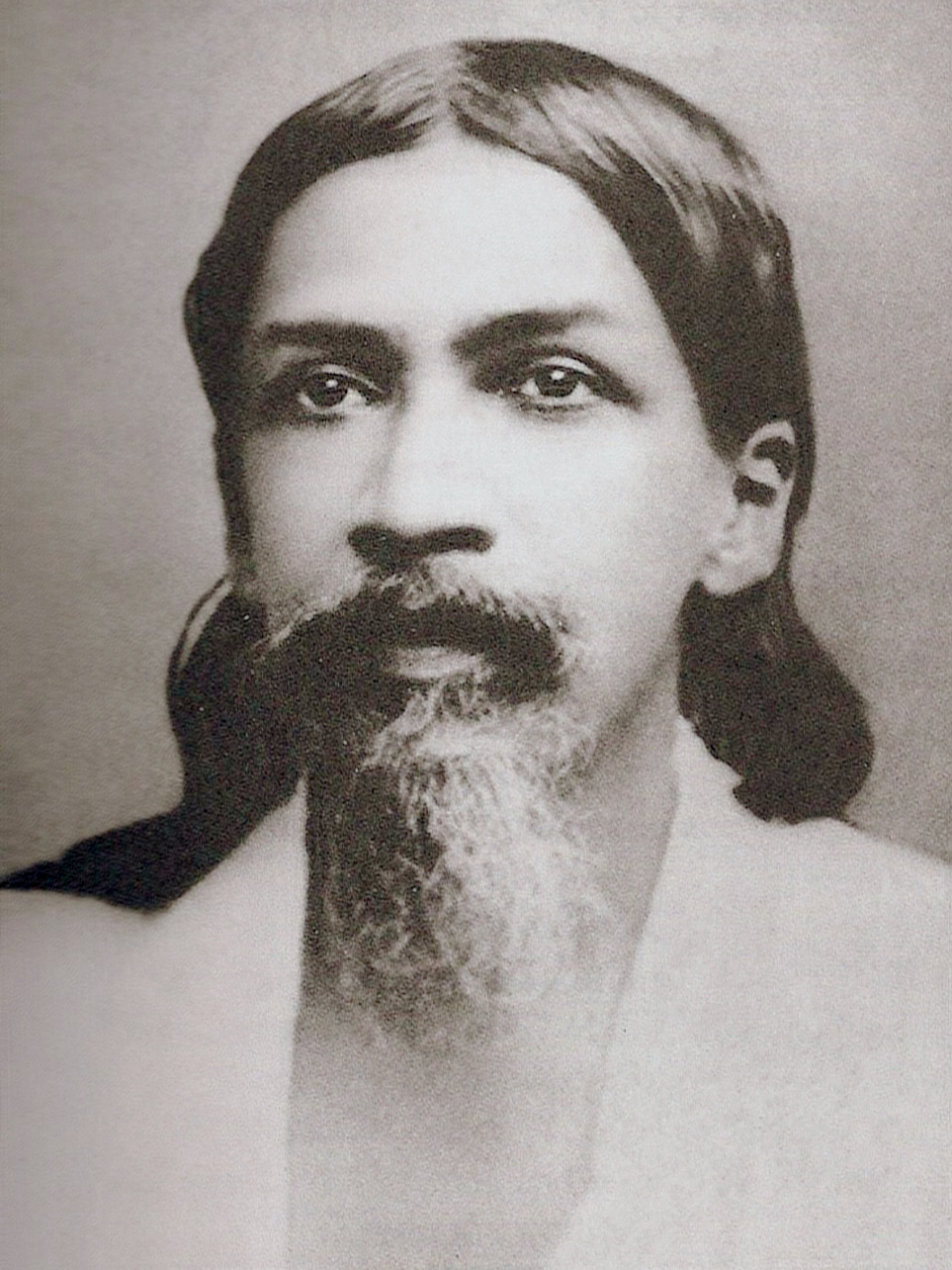
宗教家オーロビンド・ゴーシュ(1872-1950)誕生。

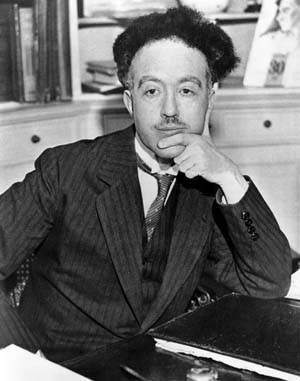
物理学者ルイ・ド・ブロイ(1892-1987)誕生。ド・ブロイ波を提唱。

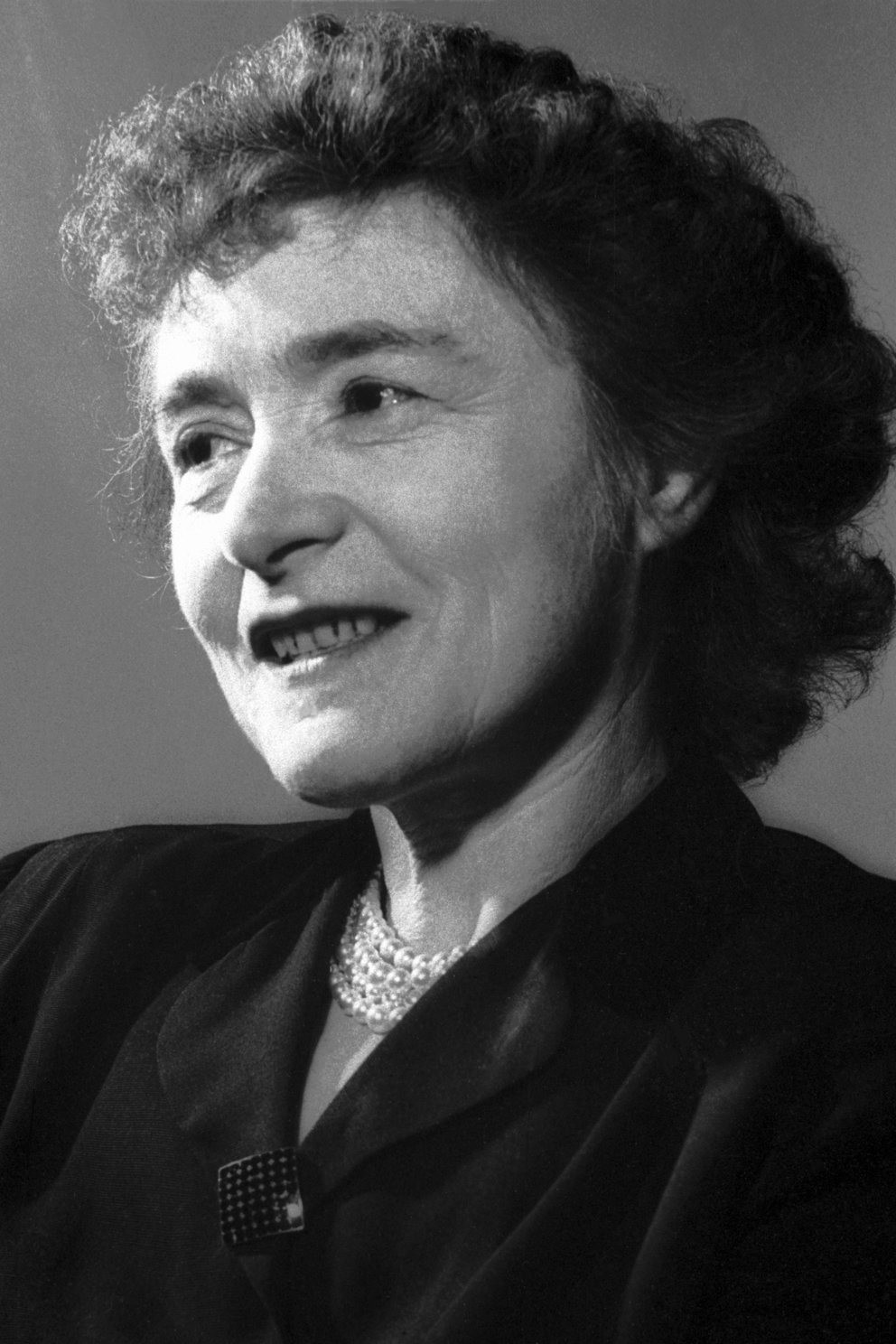
生化学者ゲルティー・コリ(1896-1957)誕生。女性初のノーベル生理学・医学賞受賞者。

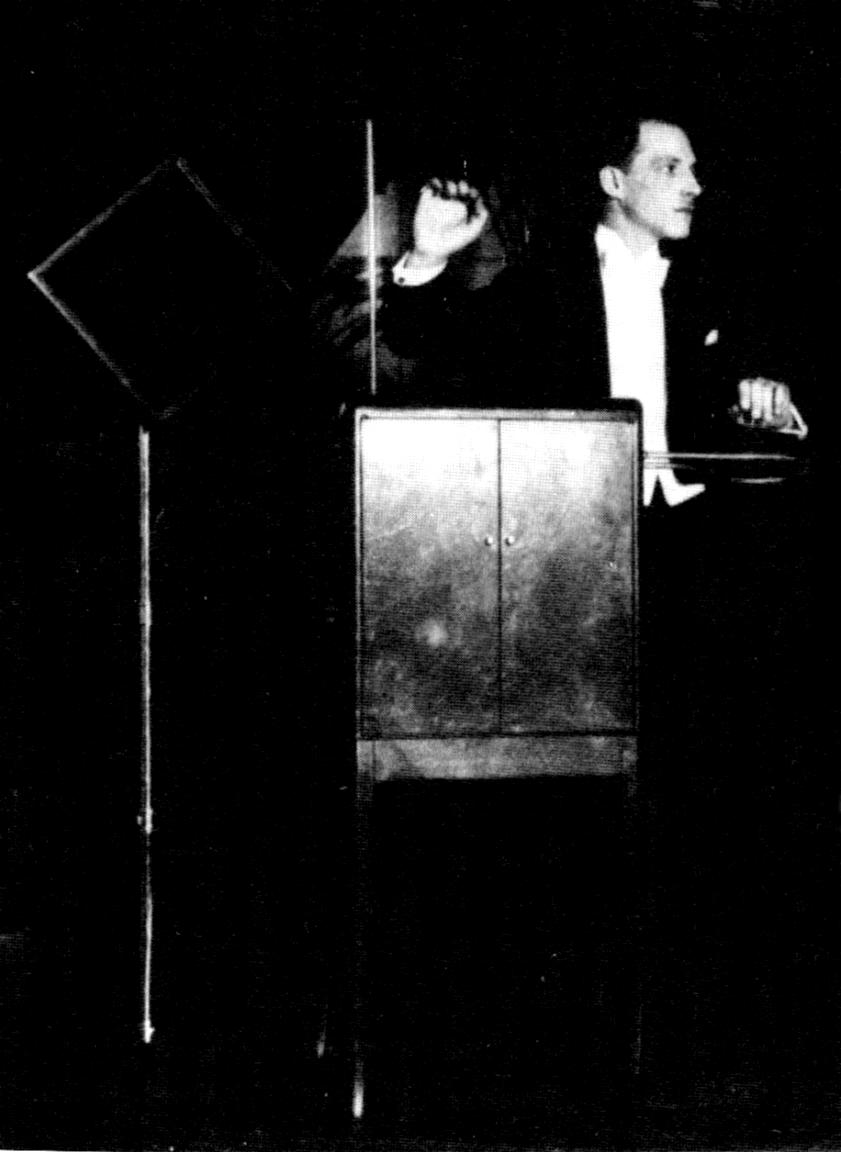
物理学者レフ・テルミン(1896-1993)誕生。画像は「テルミン」を演奏するレフ。

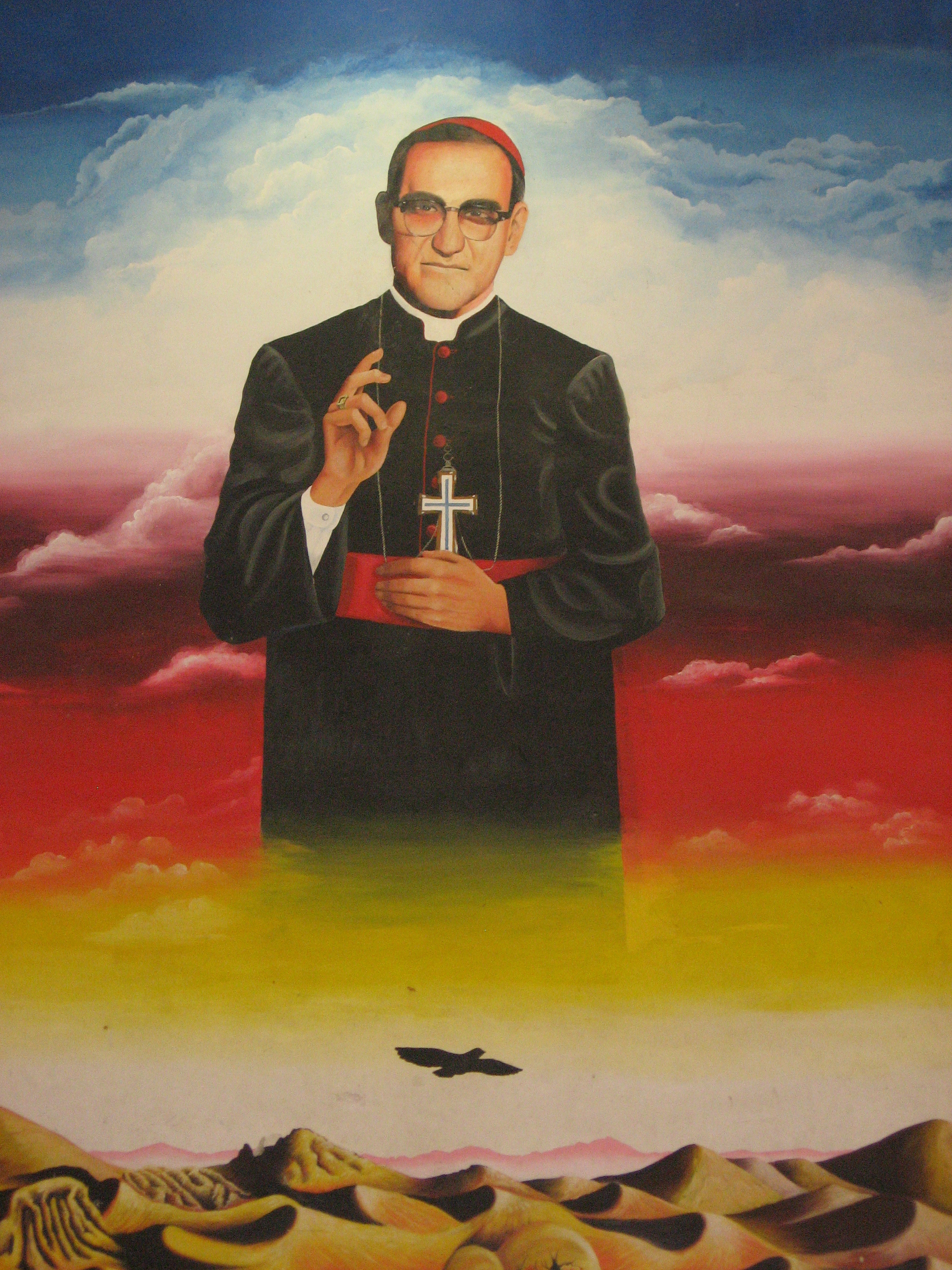
カトリック司祭、オスカル・ロメロ(1917-1980)誕生。エルサルバドルで貧民を救済。

ジャズ・ピアニスト、オスカー・ピーターソン(1925-2007)誕生。

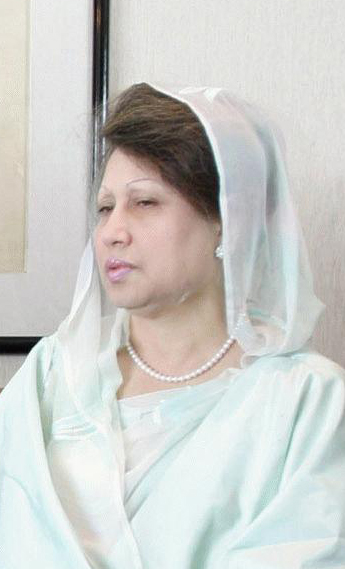
バングラデシュ初の女性首相、カレダ・ジア(1945-)誕生。

- 1171年 - アルフォンソ9世、レオン王国の王（+ 1230年）
- 1729年（享保14年7月21日）- 井伊直幸、第12代彦根藩主（+ 1789年）
- 1740年 - マティアス・クラウディウス（英語版）、詩人（+ 1815年）
- 1769年 - ナポレオン・ボナパルト、フランス皇帝（+ 1821年）
- 1771年 - ウォルター・スコット、詩人、作家（+ 1832年）
- 1785年 - トマス・ド・クインシー、評論家（+ 1859年）
- 1793年（寛政5年7月9日）- 織田信美、初代天童藩主（+ 1836年）
- 1794年 - エリーアス・フリース、菌類、植物学者（+ 1878年）
- 1813年 - ジュール・グレヴィ、フランス共和国大統領（+ 1891年）
- 1829年（文政12年7月16日）- 土方雄嘉、第11代菰野藩主（+ 1858年）
- 1851年 - エミール・ヴァン・エルメンゲム、細菌学者（+ 1932年）
- 1858年 - イーディス・ネズビット、児童文学作家（+ 1924年）
- 1859年 - チャールズ・コミスキー、野球選手（+ 1931年）
- 1865年 - 臼井甕男、臼井靈氣療法創始者（+ 1926年）
- 1867年（慶応3年7月16日） - 池田成彬、政治家、実業家（+ 1950年）
- 1871年（明治4年6月29日） - 藤島範平、実業家、造船学者、元帝国海事協会理事長（+ 1947年）
- 1872年 - オーロビンド・ゴーシュ、インドの反英独立運動家、宗教家、哲学家（+ 1950年）
- 1877年 - 石塚三郎、政治家、歯学者（+ 1958年）
- 1877年 - 太刀山峯右エ門、大相撲第22代横綱（+ 1941年）
- 1878年 - ピョートル・ヴラーンゲリ、ロシア内戦時の白衛軍司令官（+ 1928年）
- 1879年 - エセル・バリモア、女優（+ 1959年）
- 1880年 - 植竹龍三郎、実業家、政治家、僧侶（+ 1942年）
- 1883年 - イヴァン・メシュトロヴィッチ（英語版）、脚本家（+ 1962年）
- 1884年 - 三木武吉、政治家（+ 1956年）
- 1887年 - ポール・メリル、天文学者（+ 1961年）
- 1890年 - ジャック・イベール、作曲家（+ 1962年）
- 1890年 - エリザベス・ボールデン、長寿世界一の女性（+ 2006年）
- 1891年 - トール・ベルシェロン、気象学者（+ 1977年）
- 1892年 - ルイ・ド・ブロイ、物理学者（+ 1987年）
- 1896年 - ゲルティー・コリ、生化学者（+ 1957年）
- 1898年 - 吉田一穂、詩人（+ 1973年）
- 1901年 - 浅野晃、詩人、国文学者（+ 1990年）
- 1901年 - 木村庄之助 (24代)、大相撲立行司（+ 1973年）
- 1903年 - 八雲恵美子、女優（+ 1979年）
- 1906年 - 高橋哲雄、バレーボール選手・指導者（+ 1996年）
- 1911年 - 鶴田錦史、琵琶奏者、薩摩琵琶鶴派家元（+ 1995年）
- 1912年 - 田島直人、陸上競技選手、1936年ベルリン五輪金メダリスト（+ 1990年）
- 1917年 - オスカル・ロメロ、カトリック教会司祭（+ 1980年）
- 1917年 - 津田幸男、サッカー選手（+ 1979年）
- 1918年 - レイモン・ガロワ＝モンブラン、作曲家、ヴァイオリニスト（+ 1994年）
- 1919年 - ヴィクトル・メルジャーノフ、ピアニスト、音楽教師（+ 2012年）
- 1919年 - 高松利夫、元プロ野球選手（+ 没年不詳）
- 1921年 - 幾瀬勝彬、小説家、推理作家（+ 1995年）
- 1922年 - 橋本不美男、国文学者、早稲田大学名誉教授（+ 1991年）
- 1923年 - 村松暎、中国文学者、作家（+ 2008年）
- 1923年 - 星野眞吾、画家（+ 1997年）
- 1924年 - ロバート・ボルト、劇作家、脚本家（+ 1995年）
- 1925年 - 杉浦喬也、第10代日本国有鉄道総裁（+ 2008年）
- 1925年 - オスカー・ピーターソン、ジャズピアニスト（+ 2007年）
- 1926年 - コンスタンディノス・ステファノプロス、政治家、元ギリシャ大統領（+ 2016年）
- 1926年 - ジュリアス・カッチェン、ピアニスト（+ 1969年）
- 1926年 - 水野忠彦、元プロ野球選手（+ 1998年）
- 1927年 - 菅原都々子、歌手
- 1928年 - 高橋光子、小説家
- 1928年 - ニコラス・ローグ、映画監督（+ 2018年）
- 1928年 - 出口裕弘、作家、フランス文学者（+ 2015年）
- 1930年 - 沼澤康一郎、元プロ野球選手（+ 1989年）
- 1934年 - 鈴木義文、元プロ野球選手
- 1934年 - 原田信吉、元プロ野球選手
- 1937年 - 嵯峨健四郎、元プロ野球選手（+ 2011年）
- 1939年 - 納谷廣美、法学者、弁護士、明治大学名誉教授
- 1939年 - 木村勉、政治家
- 1943年 - 伊東秀子、弁護士
- 1944年 - 鈴木れい子、声優
- 1944年 - 尾崎真吾、アニメーター、イラストレーター
- 1944年 - シルヴィ・ヴァルタン、歌手
- 1945年 - 石井和子、アナウンサー、リポーター、気象予報士、防災士
- 1945年 - アラン・ジュペ、政治家
- 1945年 - カレダ・ジア、政治家、元バングラデシュ首相
- 1947年 - 目黒祐樹、俳優
- 1947年 - 古賀浩靖、政治活動家、宗教家
- 1948年 - 石田芳夫（二十四世本因坊秀芳）、囲碁棋士
- 1948年 - 栖原暁、社会学者（+ 2011年）
- 1949年 - 正岡真二、元プロ野球選手
- 1949年 - 大島忠一、元プロ野球選手
- 1949年 - 笠谷和比古、歴史学者
- 1950年 - 鹿間陸郎、政治家、行政書士、千葉県東金市長
- 1950年 - アン王女、イギリス王族
- 1951年 - 高虎城、政治家、官僚
- 1952年 - 渥美二郎、演歌歌手
- 1953年 - 風祭ゆき、女優
- 1953年 - 三浦克之、生物学者、医師、大阪市立大学名誉教授
- 1953年 - 橋本せつ子、実業家、セルシード社長、バイオブリッジ社長
- 1957年 - 高望山大造、元大相撲関脇、年寄13代高島
- 1958年 - 鈴鹿千春、声優
- 1958年 - 河崎実、映画監督
- 1959年 - 山下和美、漫画家
- 1960年 - 近藤康成、俳優
- 1960年 - サンプラザ中野くん、ミュージシャン（爆風スランプ）
- 1960年 - 桂文我 (4代目)、落語家
- 1960年 - 樫田正剛、演出家、脚本家、漫画原作者、作詞家
- 1960年 - 加藤宇章、彫刻家、アトリエぱお造形教育研究所創業者
- 1960年 - 小宮暁、実業家、東京海上ホールディングス会長
- 1960年 - 大野久、元プロ野球選手
- 1960年 - 菅野将晃、元サッカー選手
- 1961年 - 大八木淳史、元ラグビー選手
- 1961年 - 川﨑聡、アナウンサー
- 1961年 - 浜田治貴、俳優、声優
- 1962年 - 宇梶剛士、俳優
- 1962年 - 廣川三憲、俳優
- 1962年 - 山崎一夫、プロレスラー
- 1962年 - 愛甲猛、元プロ野球選手
- 1963年 - 麻生祐未、女優
- 1963年 - 陳義信、元プロ野球選手
- 1963年 - 本田多聞、元レスリング選手、プロレスラー
- 1963年 - ヴァレーリィ・レヴォネフスキー、政治家、社会活動家、起業家、元政治囚
- 1963年 - レディ・ミス・キアー、歌手、ソングライター、DJ
- 1963年 - 鈴木がんま、漫画家（+ 2013年）
- 1964年 - 椿鮒子、女優
- 1964年 - 高島保、ラジオパーソナリティ、ナレーター
- 1964年 - 中村光一、ゲームクリエーター、実業家
- 1964年 - メリンダ・ゲイツ、実業家、ビル&メリンダゲイツ財団共同会長
- 1965年 - 石丸幹二、俳優、歌手
- 1966年 - シャーリー・クァン、歌手、俳優
- 1967年 - 立花孝志、政治家、NHK党元党首
- 1967年 - 保坂和拓、元アナウンサー
- 1968年 - 宍戸マサル、俳優
- 1968年 - 内山智之、元プロ野球選手
- 1968年 - デブラ・メッシング、女優
- 1968年 - ヴォルフガング・ティルマンス、写真家
- 1969年 - 高塚正也、声優
- 1970年 - 岩田総司、気象予報士
- 1970円 - 遠藤雅大、元サッカー選手、指導者
- 1970年 - クリス・バード、ボクシング選手
- 1970年 - 李鍾範、元プロ野球選手
- 1972年 - 高橋杉雄、国際安全保障研究者
- 1972年 - 山田真弘、オートレース選手
- 1972年 - ベン・アフレック、俳優
- 1972年 - ジェイソン・ブラック、総合格闘家
- 1973年 - 柴田大輔、CMディレクター、映像監督
- 1973年 - NAOTO、ヴァイオリニスト
- 1973年 - 石橋千里、柔道家
- 1973年 - 橋本美純、調教助手、元騎手
- 1973年 - 背尾伊洋、元プロ野球選手
- 1973年 - ネボイシャ・クルプニコビッチ、元サッカー選手
- 1974年 - アキラ100%、お笑いタレント
- 1974年 - 鈴木英敬、政治家、官僚、元三重県知事
- 1974年 - エフゲニー・スヴィリドフ、フィギュアスケート選手
- 1974年 - ラモン・モレル、元プロ野球選手
- 1975年 - いずみ包、お笑いタレント
- 1975年 - 川口能活、元サッカー選手
- 1976年 - 河村塔、漫画原作者
- 1976年 - 菅原智恵子、フェンシング選手
- 1976年 - 飯島一彦、元プロ野球選手
- 1976年 - エンリケ・ラミレス、プロ野球選手
- 1976年 - ボウデヴァイン・ゼンデン、元サッカー選手
- 1977年 - 白仁裕介、俳優
- 1977年 - 岩堀せり、ファッションモデル
- 1977年 - 金城綾乃、キーボーディスト（Kiroro）
- 1977年 - 日高剛、元プロ野球選手
- 1977年 - 西村卓朗、元サッカー選手
- 1977年 - 菅原リサ、元体操競技選手
- 1977年 - 石井広三、ボクサー、元OPBF東洋太平洋スーパーバンタム級王者（+ 2012年）
- 1978年 - 秋山竜次、お笑いタレント（ロバート）
- 1978年 - 三笑亭可龍、落語家
- 1978年 - 大橋未歩、アナウンサー
- 1978年 - 松尾政寿、元俳優
- 1978年 - サンティアゴ・ラミレス、プロ野球選手
- 1979年 - 麻衣、歌手
- 1979年 - 竹内洋輔、フィギュアスケート選手
- 1979年 - 佟健、フィギュアスケート選手
- 1979年 - ナオト・インティライミ、ミュージシャン
- 1980年 - 金光三、元プロ野球選手
- 1980年 - マイケル・カティディス、ボクシング選手
- 1980年 - イリヤ・クリムキン、フィギュアスケート選手
- 1981年 - 田中宏幸、スタントマン
- 1981年 - 宋智孝、女優
- 1982年 - 林剛史、俳優
- 1982年 - 張伏佳、野球選手
- 1983年 - 本多陽子、声優
- 1983年 - マリリンジョイ、お笑いタレント
- 1983年 - 中村剛也、プロ野球選手
- 1984年 - 渡邊安理、女優
- 1984年 - 桂夏丸、落語家
- 1984年 - 丸山聡美、アナウンサー
- 1984年 - ジェニファー・カーク、フィギュアスケート選手
- 1985年 - 川口盛外、元プロ野球選手
- 1986年 - 穴井さやか、柔道家
- 1986年 - 石神愛子、アナウンサー
- 1986年 - 永瀬はるか、元グラビアアイドル
- 1986年 - 蒲谷千恵、元バスケットボール選手
- 1987年 - 北谷ゆり、グラビアアイドル
- 1987年 - 佐藤歩、ファッションモデル
- 1987年 - トランザム★ヒロシ、プロレスラー
- 1987年 - 西川拓喜、元プロ野球選手
- 1988年 - 萩原紀子、タレント
- 1988年 - 山田愛実、お笑いタレント（TEAM BANANA）
- 1988年 - 清水良太郎、元ものまねタレント
- 1989年 - 岡田将生、俳優
- 1989年 - ジョー・ジョナス、ミュージシャン
- 1990年 - 花原あんり、女優
- 1990年 - 田辺季正、元俳優
- 1990年 - ジェニファー・ローレンス、女優
- 1990年 - エロージャン・チンコ、バスケットボール選手
- 1990年 - 花村想太、歌手、ダンサー（Da-iCE）
- 1991年 - 倉橋うみ、女優
- 1991年 - 織田真実那、グラビアモデル、レースクイーン、タレント
- 1991年 - 東條大樹、プロ野球選手
- 1991年 - アーミン・マーバヌーザデー、フィギュアスケート選手
- 1993年 - 仲田歩夢[12]、サッカー選手
- 1993年 - アレックス・オックスレイド＝チェンバレン、サッカー選手
- 1994年 - 森田絹子、アナウンサー
- 1994年 - 松澤まゆ、気象予報士
- 1994年 - 萩野公介、元競泳選手
- 1994年 - ☆HOSHINO、元グラビアアイドル
- 1995年 - 小倉唯、声優、歌手
- 1995年 - 伊藤祐奈、起業家、元アイドル（元アイドリング!!!23号）
- 1995年 - 三上萌々、アナウンサー
- 1995年 - 中村みづき、元サッカー選手
- 1996年 - 妹尾直哉、サッカー選手
- 1996年 - チョ・ウォンサン、ベーシスト、プロデューサー（LUCY）
- 1999年 - 安斉かれん、女優、歌手
- 1999年 - 阪口皓亮、プロ野球選手
- 1999年 - ラヤン・レバジ、ラグビー選手
- 2000年 - 鈴木優香、YouTuber、グラビアアイドル（元AKB48）
- 2000年 - 今井月[13]、競泳選手
- 2001年 - 富岡千宙、サッカー選手
- 2001年 - 佐藤詩音、元俳優、元子役
- 2002年 - 長尾謙杜[14]、アイドル（なにわ男子）
- 2003年 - 宝山愛、プロレスラー
- 2005年 - 緑川あかり、スカッシュ選手
- 生年不詳 - 真白悠希、女優、宝塚歌劇団男役
- 生年不詳 - 大垣理香[15]、声優
- 生年不詳 - 香乃みお、声優
- 生年不詳 - 鈴木みこ、声優
- 生年不詳 - 湯浅涼、声優

## 忌日

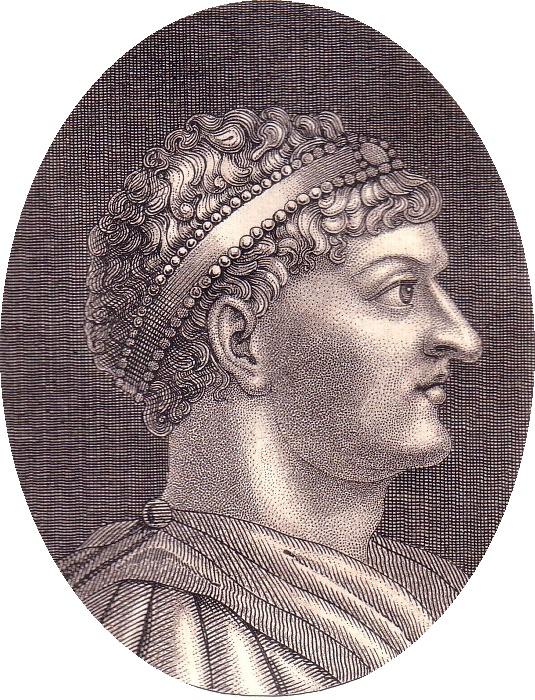
西ローマ帝国初代皇帝、ホノリウス(384-423)没。

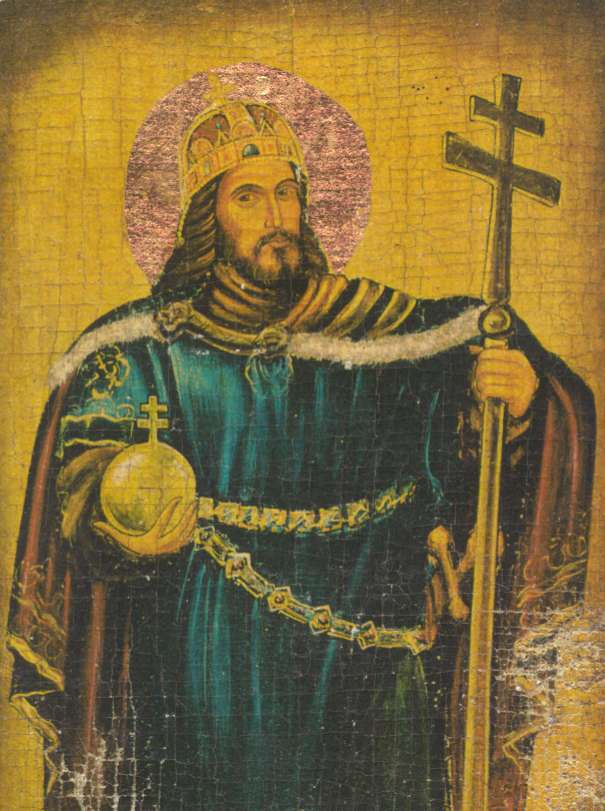
ハンガリー国王イシュトヴァーン1世(969または975-1038)没。

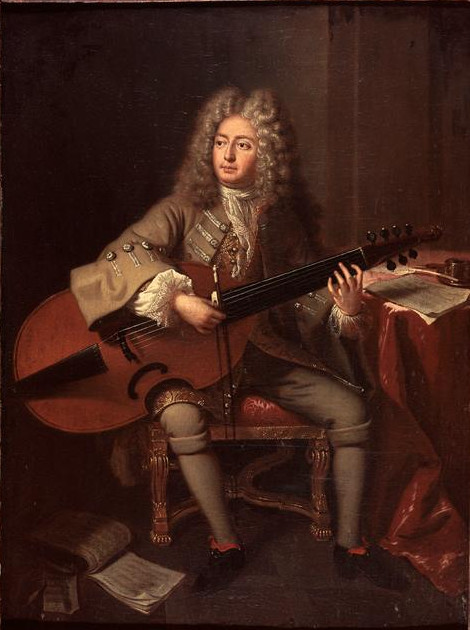
作曲家マラン・マレー(1656-1728)没。

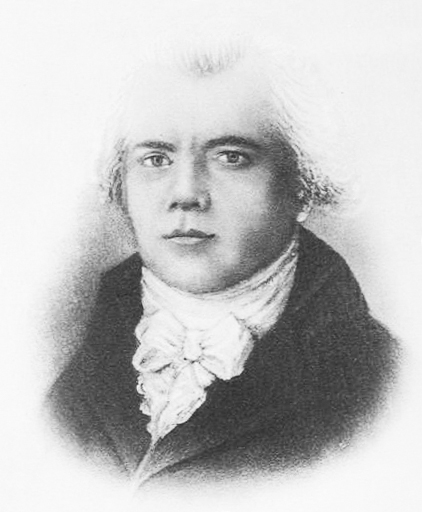
化学者ヨハン・ガドリン(1760-1852)没。

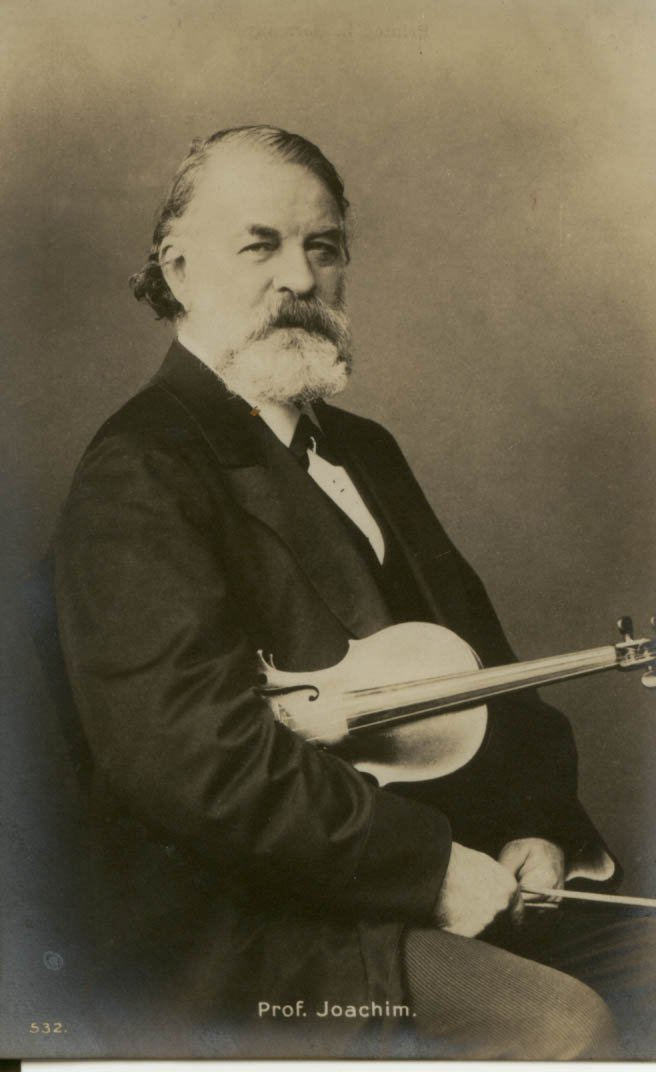
ヴァイオリニスト、作曲家ヨーゼフ・ヨアヒム(1831-1907)没。

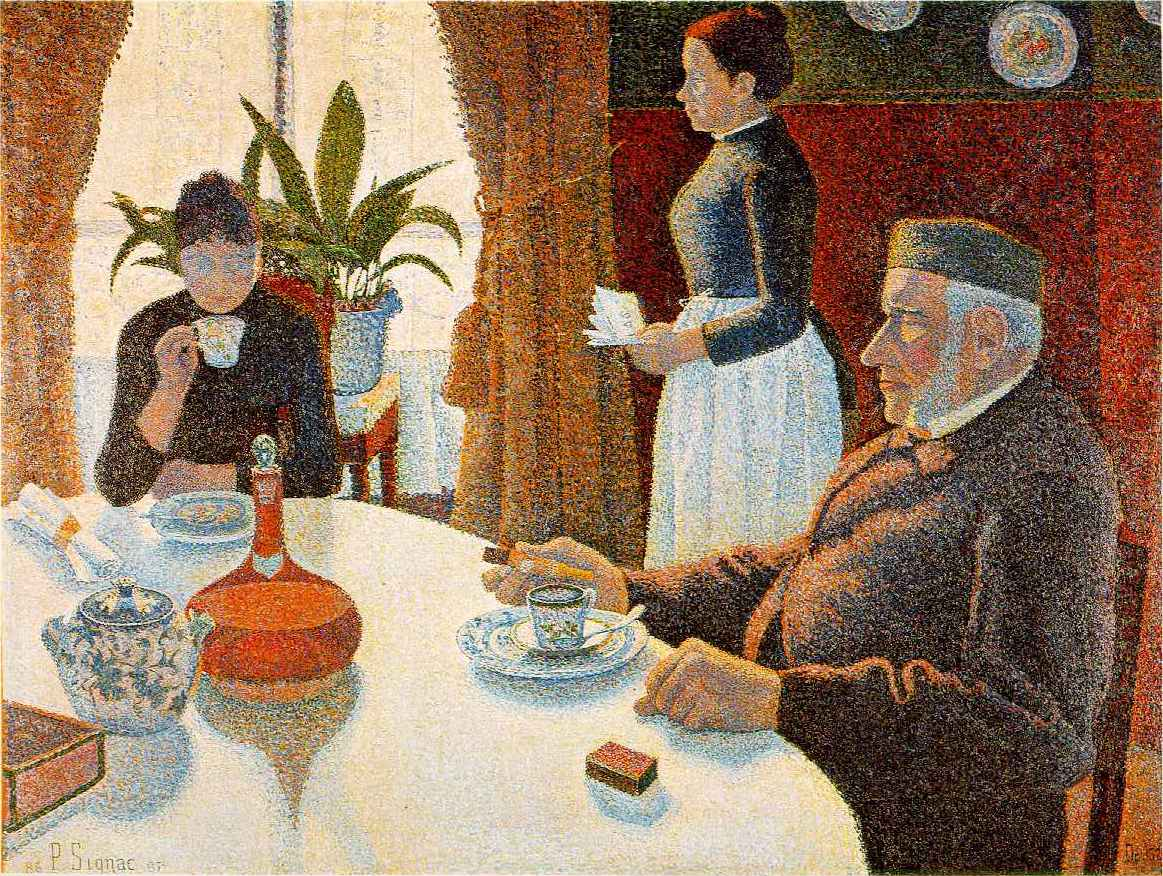
新印象派の画家、ポール・シニャック(1863-1935)没。画像は『朝食』(1886-87)。

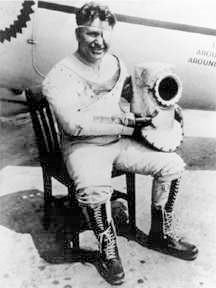
飛行家ウィリー・ポスト(1898-1935)墜落死。

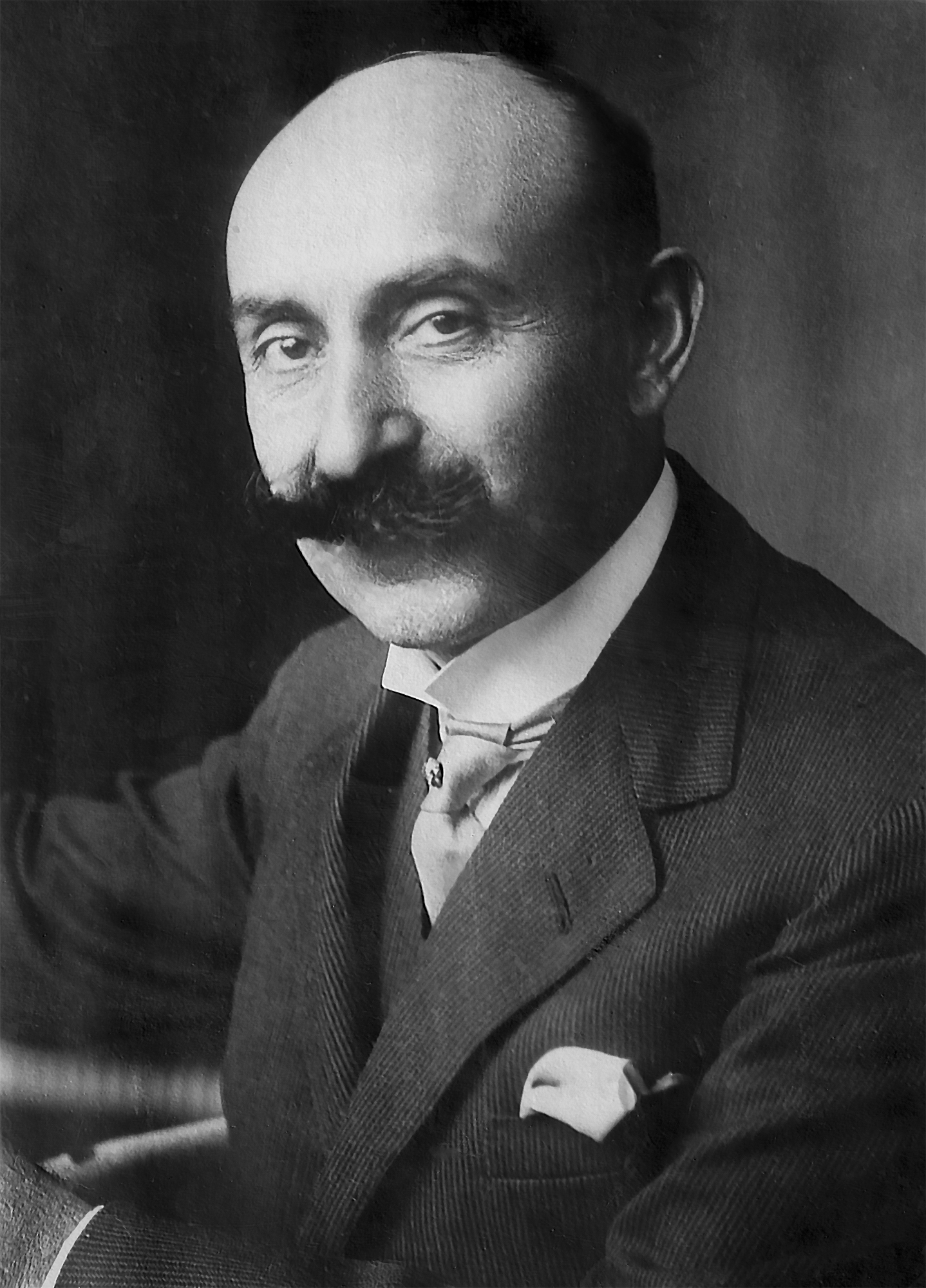
実業家ニコラ・ロメオ(1876-1938)没。

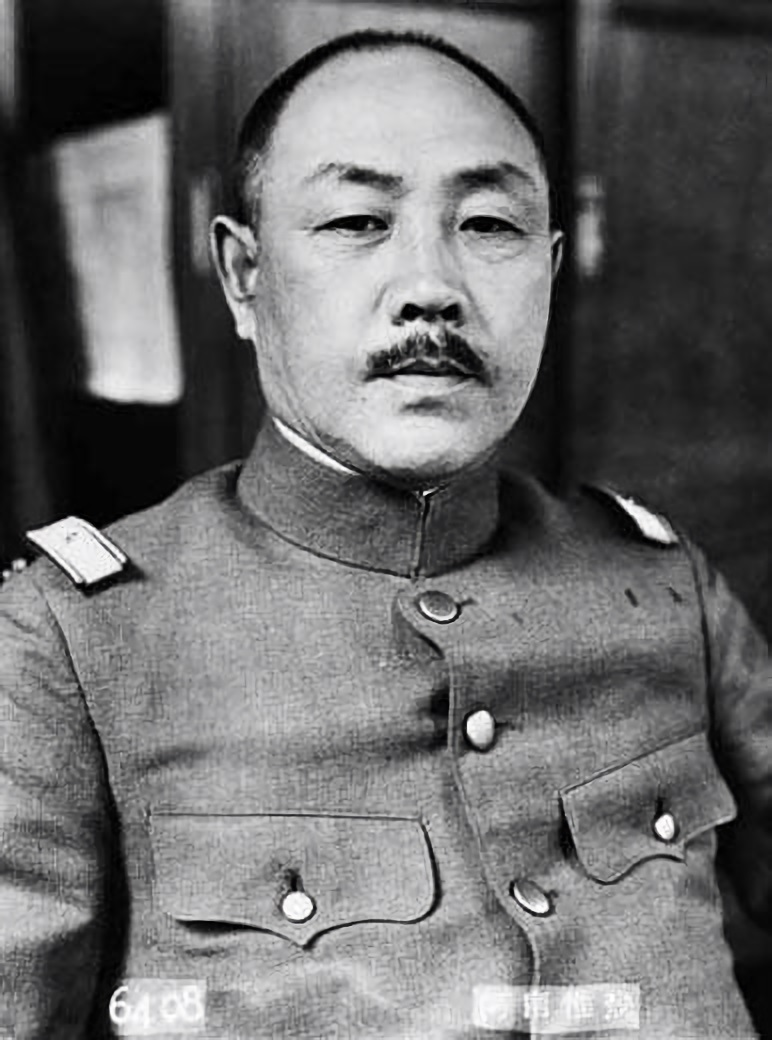
陸軍軍人阿南惟幾(1887-1945)自刃。

- 423年 - ホノリウス、西ローマ帝国初代皇帝（* 384年）
- 1038年 - イシュトヴァーン1世、ハンガリー王国初代国王（* 969年または975年）
- 1057年 - マクベス、スコットランド王（* 1005年）
- 1257年（正嘉元年7月5日） - 源在子、後鳥羽天皇の後宮（* 1171年）
- 1342年 - ピエトロ2世、シチリア王（* 1305年）
- 1645年（正保2年6月24日） - 一柳直重、第2代西条藩主（* 1598年）
- 1665年（寛文5年7月5日） - 松前高広、第4代松前藩主（* 1643年）
- 1728年 - マラン・マレー、作曲家、ヴィオラ・ダ・ガンバ奏者（* 1656年）
- 1744年（延享元年7月8日） - 一柳頼邦、第4代小松藩主（* 1696年）
- 1758年 - ピエール・ブーゲ、数学者、天文学者、造船工学者（* 1698年）
- 1802年（享和2年7月18日） - 唐衣橘洲、狂歌師（* 1744年）
- 1832年（天保3年7月20日） - 中田粲堂、儒学者、漢詩人、篆刻家（* 1771年）
- 1841年（天保12年6月29日） - 松浦静山、大名、肥前平戸藩第9代藩主（* 1760年）
- 1852年 - ヨハン・ガドリン、化学者（* 1760年）
- 1883年 - アントン・ヨハネス・ゲールツ、オランダの薬学者（* 1843年）
- 1899年 - アデル＝アナイス・コラン・トゥードゥーズ、画家、イラストレーター（* 1822年）
- 1907年 - ヨーゼフ・ヨアヒム、ヴァイオリニスト（* 1831年）
- 1910年 - 初代桐竹紋十郎、人形浄瑠璃の人形遣い（* 1845年）
- 1911年 - アルベルト・ラーデンブルク、化学者（* 1842年）
- 1923年 - 田尻稲次郎、経済学者、政治家、官僚、元東京市長、専修学校（現専修大学）創立者の一人（* 1850年）
- 1923年 - ハンス・フリードリヒ・ガイテル、物理学者（* 1855年）
- 1924年 - 郡司成忠、海軍軍人、探検家（* 1860年）
- 1927年 - エルバート・ヘンリー・ゲーリー、弁護士、実業家、裁判官、USスチール第二代社長（* 1846年）
- 1929年 - ジョージ・パーキンス・メリル、地質学者（* 1854年）
- 1930年 - 大井玄洞、生薬学という用語を創出した薬学者（* 1855年）
- 1935年 - ポール・シニャック、画家（* 1863年）
- 1935年 - ウィル・ロジャース、俳優、芸人、作家、カウボーイ（* 1879年）
- 1935年 - ウィリー・ポスト、パイロット（* 1898年）
- 1938年 - ニコラ・ロメオ、実業家、アルファロメオ創業者（* 1876年）
- 1945年 - 阿南惟幾、陸軍大臣（* 1887年）
- 1945年 - 宇垣纏、大日本帝国海軍中将（* 1890年）
- 1949年 - 石原莞爾、軍人（* 1889年）
- 1951年 - アルトゥル・シュナーベル、ピアニスト（* 1882年）
- 1953年 - ルートヴィヒ・プラントル、物理学者（* 1875年）
- 1962年 - 雷鋒、中国人民解放軍の模範兵士（* 1940年）
- 1963年 - 田子一民、官僚、政治家、官選第22代三重県知事、第17代農林大臣（* 1881年）
- 1964年 - エイノ・ケットゥネン、作曲家、作詞家（* 1894年）
- 1967年 - 宮城新昌、水産事業家、牡蠣養殖家（* 1884年）
- 1967年 - ルネ・マグリット、画家（* 1898年）
- 1971年 - ポール・ルーカス、俳優（* 1894年）
- 1973年 - 須崎潔、実業家、元揖斐川電気工業（現イビデン）社長（* 1902年）
- 1974年 - オットー・ブラウン、中国共産党の軍事顧問（* 1900年）
- 1974年 - 陸英修、韓国大統領朴正煕の妻（* 1925年）
- 1975年 - ムジブル・ラフマン、初代バングラデシュ首相（* 1920年）
- 1976年 - 岡村文子、女優（* 1898年）
- 1978年 - アイリーン・クラール、ジャズ歌手（* 1932年）
- 1980年 - 佐藤和三郎[16]、相場師、大番の主人公のモデル（* 1902年）
- 1981年 - 湯浅八郎、昆虫学者、初代国際基督教大学学長（* 1890年）
- 1982年 - ヒューゴ・テオレル、生化学者、ノーベル生理学・医学賞受賞者（* 1903年）
- 1983年 - 加藤辨三郎、実業家、元協和醗酵工業社長（* 1899年）
- 1983年 - 菅野光亮、作曲家、ジャズピアニスト（* 1939年）
- 1985年 - マリー・ベル、女優、劇場支配人（* 1900年）
- 1989年 - 源田実、日本海軍の大佐、航空幕僚長、参議院議員（* 1904年）
- 1989年 - 三根山隆司、元大相撲大関、年寄10代高島（* 1922年）
- 1990年 - ヴィクトル・ツォイ、歌手（キノー）（* 1962年）
- 1991年 - 芳賀檀、ドイツ文学者（* 1903年）
- 1991年 - 田鶴浜弘、スポーツライター、プロレス評論家（* 1905年）
- 1991年 - 阿部桂一、脚本家（* 1923年）
- 1992年 - 藤野恒三郎、医学者、細菌学者、大阪大学名誉教授、神戸学院大学名誉教授（* 1907年）
- 1992年 - 稲葉修、政治家、第34代法務大臣、第94代文部大臣（* 1909年）
- 1994年 - 高草木昭允、作詞家（*1927年）
- 1995年 - 仲根正広、元プロ野球選手（* 1954年）
- 1996年 - 丸山眞男、政治学者、思想史家、東京大学名誉教授（* 1914年）
- 1999年 - 渡辺茂夫、ヴァイオリニスト（* 1941年）
- 2000年 - ランス・ウェア、弁護士、生化学者、メンサ設立者（* 1915年）
- 2000年 - 本郷淳、俳優（* 1932年）
- 2001年 - 金森政雄、実業家、元三菱重工業社長（* 1911年）
- 2004年 - スネ・ベリストローム、生化学者（* 1916年）
- 2006年 - 鳥居敏文、洋画家（* 1908年）
- 2006年 - 石岡繁雄、応用物理学者、登山家（* 1918年）
- 2006年 - ファース・ヴィルケス、元サッカー選手（* 1923年）
- 2006年 - テ・アタイランギカアフ、第6代マオリ女王（* 1931年）
- 2007年 - 金丸三郎、官僚、政治家、元自治事務次官・鹿児島県知事、第6代総務庁長官（* 1914年）
- 2007年 - 酒井敏明、元プロ野球選手（* 1934年）
- 2008年 - ジェリー・ウェクスラー、音楽プロデューサー （* 1917年）
- 2009年 - ヴァージニア・デイヴィス、女優、子役（* 1918年）
- 2009年 - 松林宗恵、映画監督、海軍士官、僧侶（* 1920年）
- 2009年 - 山崎竜男、医師、政治家、第21代環境庁長官（* 1922年）
- 2011年 - 正力亨、実業家、元読売新聞グループ本社社主、プロ野球読売巨人軍名誉オーナー（* 1918年）
- 2011年 - 小尾俊人、編集者（* 1922年）
- 2012年 - 山野正登、官僚、元科学技術事務次官、元宇宙開発事業団理事長（* 1925年）
- 2012年 - ハリイ・ハリスン、SF作家（* 1925年）
- 2012年 - 飯田修一、物理学者、東京大学名誉教授（* 1926年）
- 2012年 - 早瀬方禧、プロ野球選手（* 1940年）
- 2012年 - 小川巧記、実業家、イベントプロデューサー、コンセプト・ディレクター（* 1954年）
- 2013年 - ジャック・ヴェルジェス、弁護士（* 1925年）
- 2013年 - 大河内昭爾、文芸評論家、武蔵野大学名誉教授（* 1928年）
- 2013年 - 佐々木克巳、西洋史学者、成蹊大学名誉教授（* 1931年）
- 2013年 - オーガスト・シェレンバーグ、俳優（* 1936年）
- 2013年 - ロザリア・メラ、実業家、ザラ共同創業者（* 1944年）
- 2014年 - リチア・アルバネーゼ、ソプラノ歌手（* 1909年）
- 2014年 - ヤン・エキエル、ピアニスト、教育者、作曲家、フレデリック・ショパン研究家（* 1913年）
- 2014年 - 市川平三郎、医学者、国立がんセンター名誉院長（* 1923年）
- 2014年 - 常磐津一巴太夫、常磐津節浄瑠璃の太夫（* 1930年）
- 2014年 - 枝川公一、ノンフィクション作家、ルポライター、翻訳家（* 1940年）
- 2014年 - 舩橋晴俊、社会学者（* 1948年）
- 2015年 - エミリオ・ビアンキ、海軍軍人（* 1912年）
- 2015年 - 小島静馬、政治家（* 1928年）
- 2015年 - 伊藤菊雄、プロ野球スカウト（* 1935年）
- 2016年 - 唐津一、評論家、システム工学者、東海大学名誉教授（* 1919年）
- 2016年 - 大倉敬一、実業家、元月桂冠社長（* 1927年）
- 2016年 - ボビー・ハッチャーソン、ジャズ・ヴィブラフォン奏者（* 1941年）
- 2016年 - 鈴木雅史、工学者、秋田大学教授（* 1962年）
- 2016年 - 紅音ほたる、タレント、元AV女優（* 1983年）
- 2017年 - 笹森建美、牧師、剣道家、小野派一刀流第17代宗家（* 1933年）
- 2017年 - ドン・中矢・ニールセン、キックボクサー（* 1960年）
- 2018年 - マリー＝フランソワーズ・ビュケ、ピアニスト（* 1937年）
- 2018年 - さくらももこ、漫画家（* 1965年）
- 2019年 - 片柳鴻、教育者、芸術家、創美学園（現学校法人片柳学園）創立者（* 1920年）
- 2020年 - 北村翼、政治家、元和歌山県橋本市長（* 1926年）
- 2020年 - 菊池嘉人、実業家、元タイガー魔法瓶社長（* 1934年）
- 2020年 - ロバート・トランプ、実業家（* 1948年）
- 2020年 - 柳吉在、政治家、第37代大韓民国統一部長官（* 1959年）
- 2021年 - 山内静夫、映画プロデューサー（* 1925年）
- 2021年 - ヒロ（若林康宏）、写真家（* 1930年）
- 2021年 - 山田康之、農学者、奈良先端科学技術大学院大学元学長・名誉教授、京都大学名誉教授（* 1931年）
- 2021年 - ゲルト・ミュラー、サッカー選手（* 1945年）
- 2021年 - 松井清人、編集者、実業家、元文藝春秋社長（* 1950年）
- 2022年 - 笹本恒子、写真家（* 1914年）
- 2022年 - 平松一朗、実業家、元京浜急行電鉄社長（* 1926年）
- 2022年 - 鈴木礼治、政治家、官僚、元愛知県知事（* 1928年）
- 2023年 - 尹起重、経済学者（* 1931年）
- 2023年 - 飯守泰次郎、指揮者（* 1940年）
- 2023年 - 生駒京子、実業家、プロアシスト創業者（* 1956年）
- 2024年 - ルイ・メルマズ、政治家（* 1931年）
- 2024年 - 北里一郎、実業家、元明治製菓社長（* 1932年）
- 2024年 - 小林和夫、牧師、神学校教師、元東京聖書学院院長（* 1933年）
- 2024年 - 窪田孝行、空手家（* 1934年）
- 2024年 - 偰松雄、政治家、元ソウル特別市龍山区庁長（* 1942年）

## 記念日・年中行事

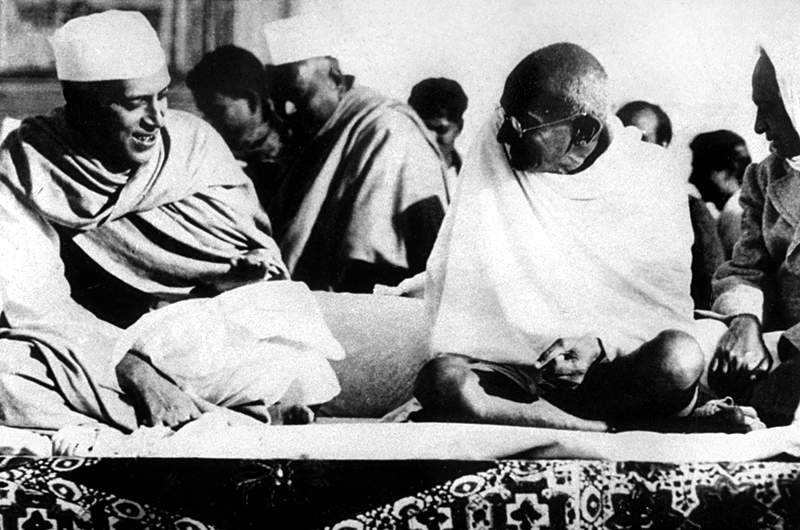
インドの独立記念日（1947年独立）。画像は1937年のガンディー（右）とネルー。

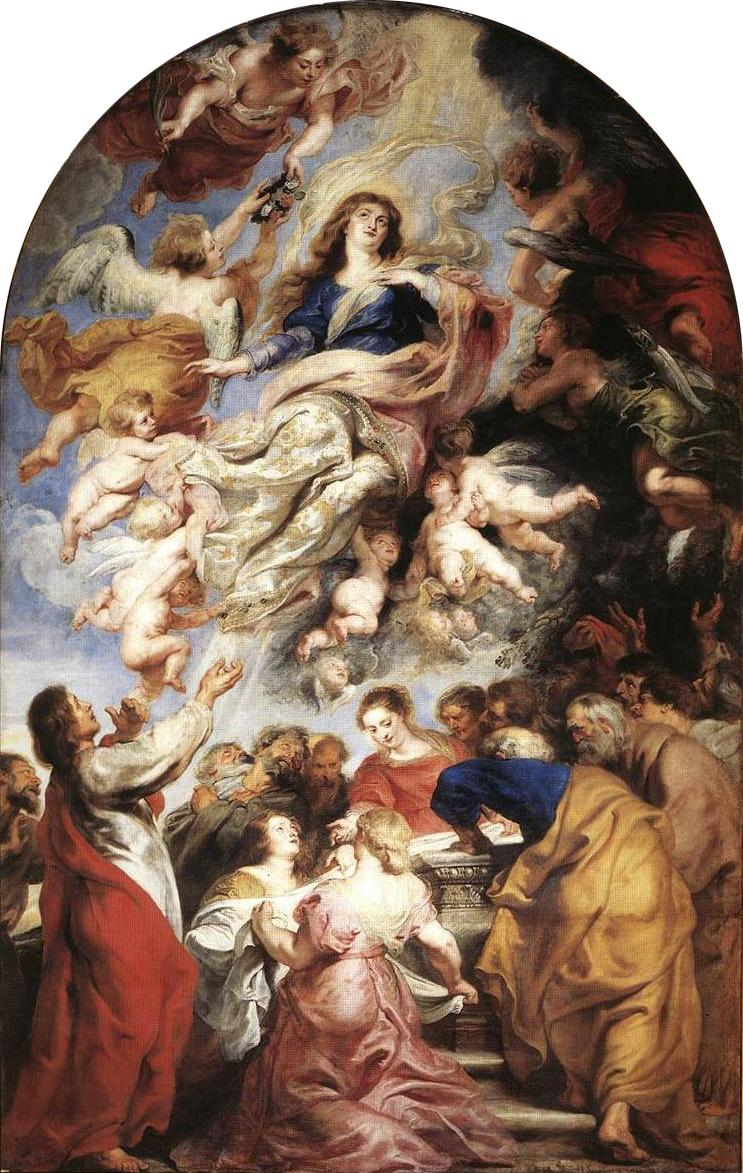
聖母の被昇天。画像はルーベンス画

- 第二次世界大戦終結の日なので、多くの関係国で記念日になっている。ただし、ポツダム宣言に基づき日本が降伏文書に調印した9月2日前後としている国家も多い（日本の降伏）。
  - 終戦の日・戦没者を追悼し平和を祈念する日（ 日本）
日本では、1945年（昭和20年）8月15日の正午に、昭和天皇の朗読による終戦の詔書のラジオ放送（玉音放送）が行われ、国民にポツダム宣言受諾が伝えられた。1963年（昭和38年）以降、毎年この日に政府主催で「全国戦没者追悼式」が行われる。
  - 対日戦勝記念日（ イギリス）
  - 光復節（ 韓国）・解放記念日（ 北朝鮮）
日本がポツダム宣言を受諾したことにより、朝鮮が日本の統治から解放されたことから。
- 月遅れ盆（旧盆）（ 日本）
  - 国民の祝日では無いものの、この日を前後にして、製造業を中心に企業が「休業日」に設定している場合が多い。
  - 精霊流し（長崎県）
- きゃどっこまつり（ 日本）
毎年この日に秋田県五城目町の雀館運動公園で開催されるお祭り。「きゃどっこ」とは、道路という意味。
- 明千寺キリコ祭（ 日本）
毎年8月15日〜8月16日、石川県穴水町明千寺地区で開催されるお祭り。白雉神社の夏の祭礼に白木造りの高さ9ｍのキリコが奉納される。キリコは地区を練り歩いた後、神社へ神輿を迎えに行き、お旅所まで先導するが、神様に失礼にならないよう、神輿に正面を向け、後ろ向きで進む。
- 諏訪湖祭湖上花火大会（ 日本）
長野県諏訪市の湖畔公園前、諏訪湖湖上で毎年この日に開催される花火大会。昭和24年（1949年）に第1回が開かれ、例年50万人を集める。諏訪湖湖上に設置された打上台から4万発余りの花火が打上がる全国屈指の花火大会[17]。
- 南部の火祭り（ 日本）
山梨県南部町の富士川河川敷南部橋上下流で毎年この日に開催される火祭り。お盆の送り火や川施餓鬼として、稲を病害虫から守るための虫送りの意味も込められている。
- 米津の川まつり（ 日本）
愛知県西尾市の矢作川米津橋下流で毎年この日に開催される。水難者や戦没者の霊を慰めるために始まった行事で、読経が流れる中、約1,500個の揺れる万灯が川面に浮かび、夜空には約3,000発のスターマインや仕掛花火などが打ちあがる。
- 小渡天王祭（ 日本）
愛知県豊田市で行なわれる御鍬神社（おくわじんじゃ）の境内社・津島社の祭礼。神輿の練り、松明行列、矢作川での灯籠流しが行われたあと、旭やまびこ花火大会で約1,000発の花火が打ち上げられる。
- 小橋の精霊船（ 日本）
京都府舞鶴市小橋地区で毎年この日に実施される。海嶠寺にまつられた施餓鬼法要の旗やお供物、家々の門に設けられたお供物が、子どもたちの手で精霊船に積み込まれ、沖に流される。京都府の無形民俗文化財に登録されている[18]。
- 椋浦の法楽おどり（ 日本）
広島県尾道市因島椋浦町で毎年この日に行われるお祭り。中世、村上水軍が出陣の際に勝利と兵士の安全を祈願し、帰陣の折には勝利を祝し戦没者を追悼したのが始まりで、江戸時代に五穀豊穣、無病息災を祈る行事に変化したと伝えられている。広島県の無形民俗文化財に登録されている。
- 萩・万灯会 送り火（ 日本）
山口県萩市の東光寺で毎年この日に行われる。萩の夏の風物詩『萩・万灯会』は、萩藩主毛利家菩提寺である大照院と東光寺が舞台で、8月13日の「迎え火」は大照院、8月15日の「送り火」が東光寺で行なわれる。「萩・万灯会」では、墓所にある500基を超える石灯籠に火が灯る[19]。
- 精霊流し花火大会（姪浜花火大会）（ 日本）
福岡県福岡市の愛宕浜マリナタウン海浜公園で開催される姪友会主催の花火大会。昭和63年（1988年）にお盆の精霊流しの行事として始まった[20]。
- 山鹿灯籠まつり（ 日本）
毎年8月15日～8月16日、熊本県山鹿市で開催されるお祭り。濃霧に行く手を阻まれた第12代景行天皇の巡幸を、山鹿の里人たちが松明を掲げてお迎えしたことに由来する。以来、里人たちは行在所跡（現在の大宮神社）に天皇を祀り、毎年灯火を献上するようになった。室町時代になると紙製の金灯籠に姿を変え、その後、金灯籠を頭に掲げた女性が舞い踊る「山鹿灯籠踊り」が誕生し、祭りの代名詞ともいえる千人灯籠踊りが誕生した[21]。
- 刺身の日（ 日本）
制定時期や組織は明確でないものの、記念日のひとつとして広く知られている。日付は1448年（文安5年）年旧暦8月15日、室町時代の書記官中原康富が記した日記「康富記」に刺身に関する記載があったことに由来。日記には、「鯛なら鯛と分かるように、その魚のひれを刺しておくので刺し身、つまり『さしみなます』の名の起り。」という記述が残っている[22][注 1]。
- 独立記念日（ インド）
1947年のこの日、前日のパキスタンに続いてインドがイギリスから独立した。
- 独立記念日（ コンゴ共和国）
1960年のこの日、コンゴ共和国がフランスから独立。
- 聖母の被昇天の祭日（カトリック教会）
聖母マリアが死ぬことなく、生きたまま天にあげられたことを記念する日。